# Teatro griego de Ohrid
El teatro griego de Ohrid de época helenística está ubicado en Ohrid, Macedonia del Norte. Está enmarcado dentro de la declaración de Patrimonio de la Humanidad de la Unesco como Patrimonio natural y cultural de la región de Ohrid. 

## Historia
Fue construido en el 200 a. C. y es el único teatro de tipo helenístico del país, ya que los teatros de Scupi, Stobi y Heraklea Lynkestis son de época romana. Se desconoce la capacidad original del teatro, ya que la sección más baja es la única existente. El teatro abierto tiene una ubicación perfecta: los dos cerros que lo rodean lo mantienen protegido de vientos que podrían interferir durante la ejecución de una obra.
Durante época romana, el teatro también se utilizó para luchas de gladiadores. Aun así, ya que en el teatro también se producían ejecuciones de cristianos por los romanos, se convirtió en un lugar detestable por la población. De hecho, a raíz de esta aversión, el teatro fue abandonado y enterrado por los lugareños después de la caída del Imperio romano. Este hecho conllevó que la estructura se conservara en muy buenas condiciones, siendo descubierto accidentalmente durante los años 1980. Durante las obras de construcción de algunas viviendas cercanas, se encontraron grandes bloques de piedra con grabados del dios griego Dioniso y las musas, lo que les llevó a los arqueólogos a pensar que en las cercanías se encontraba un teatro griego (debido a que Dioniso y las musas estaban relacionados con el mundo del espectáculo). 
Desde finales de los años 1980, el teatro volvió a utilizarse para la realización de obras, conciertos, óperas y danzas de ballet. Recientemente, personalidades de alto nivel cultural como Bolshoi y José Carreras acuden cada verano como parte del repertorio del Festival de Verano de Ohrid.